# Aleksander Geržina
Aleksander Geržina, slovenski diplomat, * 19. julij 1966, Maribor.
Je dvakratni veleposlanik Republike Slovenije v Avstriji.

## Življenjepis
Leta 1991 je v Ljubljani diplomiral iz zgodovine, bil pa je tudi prejemnik trimesečne štipendije avstrijskega zveznega kanclerja na Univerzi na Dunaju. Diplomatsko kariero je pričel na konzularnem oddelku Ministrstva za zunanje zadeve Republike Slovenije, nadalje pa deloval tudi v njegovih ostalih oddelkih in na raznih predstavništvih. Med letoma 2009 in 2013 je bil slovenski veleposlanik na Dunaju, na ta položaj je bil ponovno imenovan leta 2021. Leta 2015 je bil prijavljen na razpis za veleposlanika v Zagrebu, a je kandidaturo nato umaknil. Med marcem 2020 in aprilom 2021 je deloval kot govorec zunanjega ministrstva.
Od tujih jezikov na nivoju C2 govori nemško, angleško, hrvaško in srbsko, francosko ter italijansko pa na nivoju B2. Poročen je z diplomatko Gajo Perič, s katero ima sina.